# 파스칼 정리

파스칼의 정리 도해

파스칼의 정리(Pascal's theorem, -定理)는 기하학의 정리로, 프랑스의 작가, 수학자, 자연과학자인 블레즈 파스칼의 이름이 붙어 있다. 또는 신비로운 육각형(라틴어: hexagrammum mysticum 헥사그람뭄 미스티쿰[*])에 대한 정리라고도 한다. 이 정리는 유클리드 평면에서 다음과 같이 쓸 수 있다.
- 어떤 원에 내접하는 육각형 ABCDEF의 변을 연장시킬 때, AB와 DE의 연장선의 교점을 M, BC와 EF의 연장선의 교점을 P, CD와 FA의 연장선의 교점을 N이라 하자. 그러면, M, N, P는 모두 한 직선 위에 놓인다.

여기서 M, N, P가 놓이는 직선을 파스칼의 직선(Pascal line)이라 한다. 일반적으로, 이 정리는 원뿐 아니라 유클리드 평면 상의 임의의 원뿔 곡선 상에서 서로 다른 점 A, B, C, D, E, F를 잡아 육각형을 만드는 경우에도 성립한다.

## 관련 정리
이 정리의 역도 성립한다. 즉, AB와 DE의 연장선의 교점, BC와 EF의 연장선의 교점, CD와 FA의 연장선의 교점이 한 직선 위에 놓이는 육각형 ABCDEF의 꼭짓점들은 어떤 원뿔 곡선 위에 놓인다. 이 정리를 영국 수학자 윌리엄 브레이큰리지(Wiliam Braikenridge)와 콜린 매클로린의 이름을 따 브레이큰리지-매클로린 정리(Braikenridge-Maclaurin theorem)라 한다. 한편 파스칼의 정리의 쌍대적인 정리로 브리앙숑의 정리가 있으며, 특수한 경우로 파푸스의 육각형 정리가 있다.

## 같이 보기
- 브리앙숑의 정리
- 파푸스의 육각형 정리
- 쌍대성

## 참고 문헌
- Mills, Stella (1984년 3월). “Note on the Braikenridge–Maclaurin Theorem”. 《Notes and Records of the Royal Society of London》 (영어) 38 (2): 235–240. doi:10.1098/rsnr.1984.0014. JSTOR 531819.
- Coxeter, H. S. M.; Greitzer, S. L. (1967). 《Geometry Revisited》 (영어). Washington, DC: Mathematical Association of America. 76쪽.
- Guggenheimer, Heinrich W. (1967). 《Plane geometry and its groups》 (영어). San Francisco: Holden–Day. MR 0213943.